# ساختار وایر–فیلان
| ساختار Weaire–Phelan                       | ساختار Weaire–Phelan     |
| ------------------------------------------ | ------------------------ |
| Weaire–Phelan structure (polyhedral cells) |                          |
| گروه فضایی نماد الیافی نماد کاکستر         | (Pm3n (223 2o [[4,3,4]+] |

در هندسه ، ساختار وایر–فیلان (Weaire–Phelan) ساختاری سه بعدی است که نشانگر یک فوم ایده آل از حباب های هم اندازه با دو شکل متفاوت است. در سال 1993، دنیس وایر و رابرت فیلان دریافتند که این ساختار راه حلی بهتر برای مسئله کلوین  (کاشی کاری فضا با سلول هایی با حجم مساوی با حداقل مساحت سطح) نسبت به راه حل شناخته شده قبلی یعنی ساختار کلوین است. 

## تاریخچه و شرح مسئله کلوین

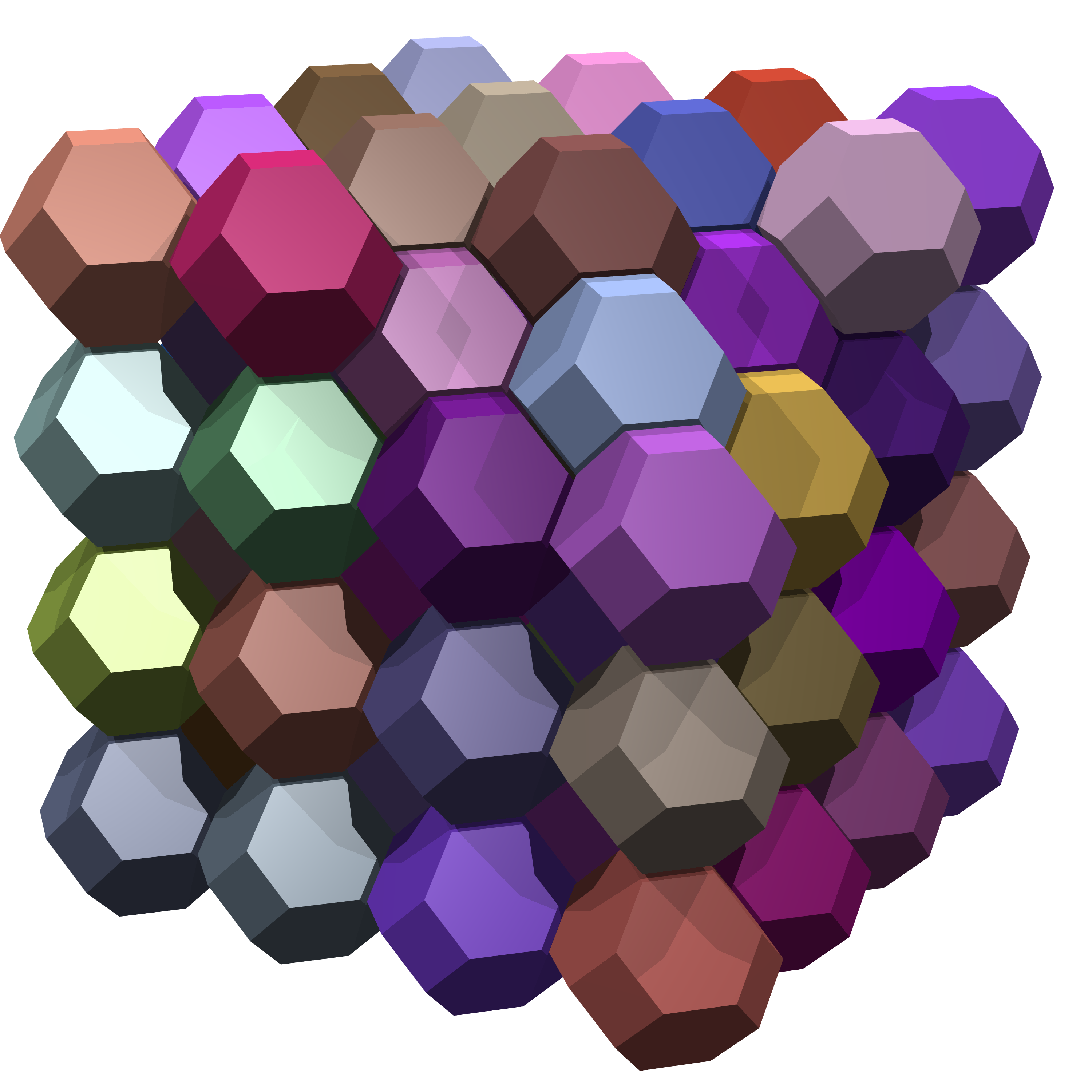
لانه زنبوری مکعبی دوبريده شده ، یک لانه زنبوری محدب که سلول‌های هشت‌وجهی بریده‌شده آن کمی تغییر شکل داده شده تا ساختار کلوین را تشکیل می دهند.

به منظور تقسیم بندی صفحه در دو بعد به سلول های هم‌مساحت به گونه ای که  حداقل محیط متوسط را داشته باشد ،از  کاشی کاری شش ضلعی  استفاده می‌شود.  اولین نشانه از ثبت  حدس لانه زنبوری  مربوط به محقق روم باستان ، مارکوس ترنتیوس وارو  می باشد، اما این مورد تا قبل از کار توماس سی. هیلز در سال 1999 اثبات نشده بود.  در سال 1887، لرد کلوین سؤال مربوط به فضای سه بعدی را مطرح نمود : چگونه می توان فضا را به سلول هایی با حجم مساوی با کمترین مساحت سطح بین آنها تقسیم کرد؟ یا به طور خلاصه، کارآمدترین فوم  حباب صابون کدام بود؟  این مسئله از آن زمان به عنوان مسئله کلوین نامیده می شود.
کلوین فومی به نام ساختار کلوین را پیشنهاد کرد. این فوم پیشنهادی کلوین بر اساس ساختار  لانه زنبوری مکعبی دوبريده شده  می‌باشد و یک لانه زنبوری یکنواخت محدب که توسط هشت وجهی بریده شده تشکیل شده است و یک چندوجهی محدب پرکننده فضا با 6 وجه مربع و 8 وجه شش ضلعی می‌باشد. با این وجود ، این لانه زنبوری قوانین پلاتو ( که توسط جوزف پلاتو در قرن نوزدهم فرموله شده بود) را ، که طبق آن حداقل سطوح فوم  در زوایای {\displaystyle 120^{\circ }}  در لبه ‌های خود به‌هم می‌رسند، برآورده نمی کند. این لبه‌ها در دسته های چهارتایی با زاویه‌ی {\displaystyle \arccos {\tfrac {1}{3}}\approx 109.47^{\circ }}   به یکدیگر می رسند  . زاویه های ساختار چند وجهی متفاوت هستند. برای نمونه  لبه های آن بر روی وجه های مربعی در زوایای {\displaystyle 90^{\circ }}  و یا روی وجه های شش ضلعی در زوایای {\displaystyle 120^{\circ }}   به هم می رسند. در نتیجه ساختاری که  کلوین پیشنهاد نمود ، از لبه‌های منحنی و رویه مینیمال  برای وجه‌های خود استفاده می‌‌نماید که از قوانین پلاتو پیروی کرده و مساحت ساختار دو دهم درصد  در مقایسه با ساختار چند وجهی متناظر کاهش پیدا می کند. 
با وجود اینکه کلوین  شخصا آن را به صراحت به عنوان یک حدس بیان نکرد، این ایده که فوم لانه زنبوری مکعبی قطعه قطعه  کارآمدترین فوم است و مسئله کلوین را حل می‌کند، به حدس کلوین معروف شد. این باور، عمومی  و رایج بود و بیش از 100 سال نمونه‌ای متضاد با آن شناخته نشد. سرانجام، در سال 1993، دنیس وایر، فیزیکدان کالج ترینیتی دوبلین و شاگردش رابرت فیلان، ساختار وایر–فیلان را از طریق شبیه سازی کامپیوتری فوم کشف کردند و نشان دادند که کارآمدتر است و در نتیجه حدس کلوین را رد کرد . 

از زمان کشف ساختار وایر–فیلان ، نمونه های متقابل دیگری برای حدس کلوین یافت شده است، اما ساختار وایر–فیلان همچنان کمترین مساحت سطح به ازاء سلول را در بین نمونه های متقابل دارد.    اگرچه آزمایش‌های عددی نشان می‌دهند که ساختار وایر–فیلان بهینه است، اما این موضوع هنوز ثابت نشده است.  به طور کلی، اثبات بهینه بودن سازه هایی که شامل رویه مینیمال  می شوند، بسیار دشوار است. کمینگی سطح کره به ازاء حجم واحد تا قرن 19 ثابت نشده بود، ساده ترین مشکل بعدی  حدس حباب دوگانه است  ،که به مدت صدسال حل نشده باقی ماند تا زمانی که در سال 2002 اثبات شد. 

## شرح
ساختار وایر–فیلان به دلیل استفاده از دو نوع سلول با ساختار کلوین تفاوت دارد ، اما حجم برابری دارند. مانند سلول های ساختار کلوین، این سلول ها از نظر ترکیبی معادل چند وجهی محدب هستند. شکل اول دوازده وجهی نامنتظم با  پنج سطح و در اختیار داشتن تقارن چهار وجهی (Th)   است . شکل دوم از پاددوهرم شش ضلعی بریده شده  (گونه ای از چهارده وجهی با دو وجه شش ضلعی و دوازده وجه پنج ضلع ) است که در این مورد فقط دارای دو صفحه آینه ای و تقارن بازتابی چرخشی است. مانند شش ضلعی ها در ساختار کلوین  پنج ضلعی ها نیز در هر دو نوع سلول کمی خمیده هستند. مساحت سطح ساختار وایر–فیلان  سه‌دهم درصد کمتر از ساختار کلوین است. 

تتراستیکس(Tetrastix) ، مدل‌سازی زنجیره‌های رو در رو سلول‌های چهار وجهی در ساختار وایر–فیلان

سلول‌های چهارده وجهی که در زنجیره‌های سلولی به صورت  رو در رو در امتداد وجه شش ضلعی خود به هم متصل شده‌اند، زنجیره‌هایی در سه جهت عمود بر هم تشکیل می‌دهند. یک ساختار  ترکیبی معادل با ساختار وایر‌–فیلان را می توان با کاشی کاری فضا توسط مکعب های واحدی ساخت که به صورت رو در رو در منشورهای مربعی بی نهایت به هم ردیف می شوند تا ساختاری از منشورهای به هم پیوسته به نام  تتراستیکس  را تشکیل دهند. این منشورها حفره های مکعبی را احاطه می‌کنند که یک چهارم سلول های کاشی کاری مکعبی را تشکیل می دهند. سه چهارم سلول‌های باقی‌مانده،توسط منشورها پر می‌شوند که نیم واحد از شبکه صحیح تراز شده با دیواره‌های منشور فاصله دارند . به همین صورت، در ساختار وایر–فیلان که دارای تقارن‌هایی شبیه به ساختار تتراستیکس می باشد، یک چهارم سلول ها دوازده وجهی و سه چهارم سلول های چهارده‌وجهی می‌باشند. 

چند وجهی لانه زنبوری  مرتبط با ساختار وایر–فیلان (که با صاف کردن رویه ‌ها و لبه ها به دست می آید) به همچنین به عنوان ساختار وایر–فیلان نیز شناخته می شود. چند وجهی لانه زنبوری قبل از کشف ساختار وایر–فیلان شناخته شده بود، اما کاربرد آن برای مشکل کلوین نادیده گرفته شد. 

## کاربردها

### در سیستم های فیزیکی

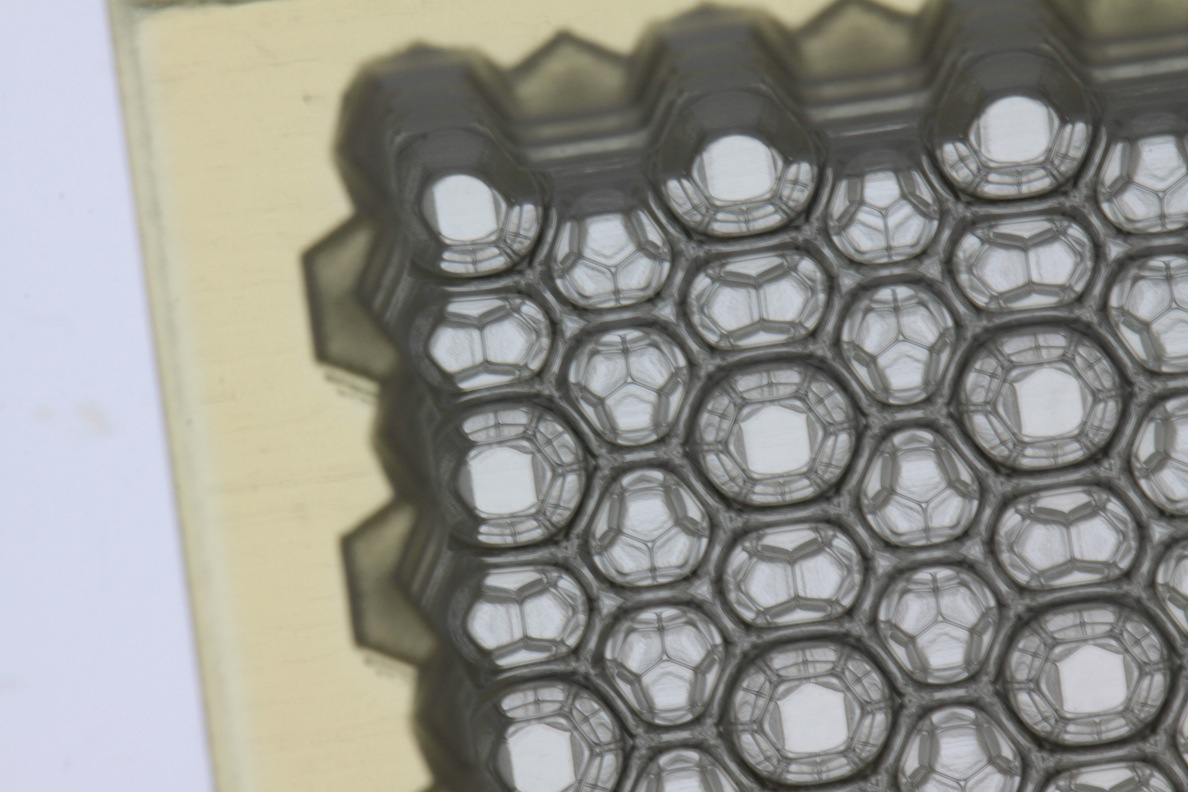
نمای نزدیک از قالب مورد استفاده برای رشد فوم های مایع نظم داده شده.

آزمایش‌ها نشان داده‌اند که با شرایط مرزی مطلوب، حباب‌های هم حجم به صورت خود به خود و  خودسامانی در ساختار وایر–فیلان جمع می‌شوند. 
لانه زنبوری چند وجهی در دو هندسه مرتبط با ساختار بلوری در شیمی یافت می‌شود. جایی که اجزای کریستال در مرکز چند وجهی قرار دارند، یکی از فازهای فرانک-کسپر ( فاز A15 ) را تشکیل می‌دهند. 
جایی که اجزای کریستال در گوشه های چند وجهی قرار دارند، به "ساختار  کلاترات نوع I" معروف است. هیدرات‌های گازی که توسط متان، پروپان و دی‌اکسید کربن در دماهای پایین تشکیل می‌شوند، ساختاری دارند که در آن مولکول‌های آب در گره‌های ساختار وایر–فیلان قرار گرفته و باهم  پیوند هیدروژنی بر قرار می‌کنند و مولکول‌های گازی بزرگ‌تر در قفس‌های چندوجهی به دام می‌افتند.  برخی از سیلیسدهای فلزات قلیایی و ژرمانیم  نیز این ساختار را تشکیل می‌دهند ، به این صورت که سیلیکون یا ژرمانیم در گره، و فلزات قلیایی در قفس. 

### در معماری

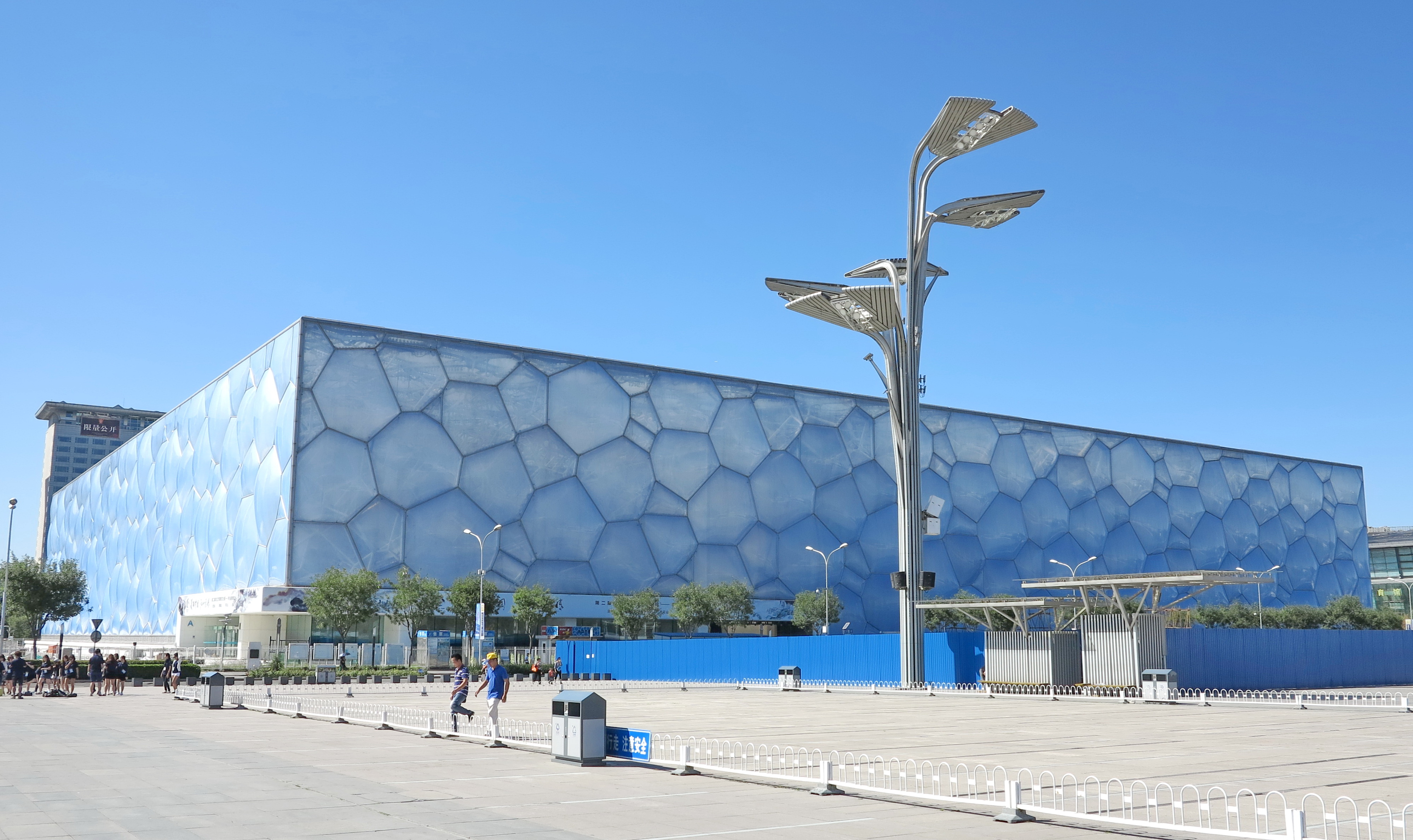
مرکز ملی ورزشهای آبی پکن

ساختار وایر–فیلان برای طراحی Tristram Carfrae  در مرکز ملی ورزش‌های آبی پکن  ("مکعب آب") برای بازی‌های المپیک تابستانی 2008  الهام‌بخش بوده است . 

## لینک های خارجی
- مدل های سه بعدی سازه های Weaire-Phelan، Kelvin و P42a
- صفحه Weaire–Phelan Bubbles با تصاویر و شبکه‌های قابل دانلود رایگان برای چاپ و ساخت مدل‌ها.
- "سکونتگاه فضایی مدولار هوشمند Weaire-Phelan" ، الکساندرو پینتیا، 2017، مسابقه سکونتگاه فضایی ایمز ناسا جایزه اول: